# Horicon, New York
Horicon är en kommun (town) i Warren County i delstaten New York. Vid 2010 års folkräkning hade Horicon 1 389 invånare.